# Dicranoweisia africana
Dicranoweisia africana är en bladmossart som beskrevs av Hugh Neville Dixon 1920. Dicranoweisia africana ingår i släktet snurrmossor, och familjen Dicranaceae. Inga underarter finns listade i Catalogue of Life.